# Joanna Marcinkowska
Joanna Marcinkowska (ur. 4 listopada 1979 w Poznaniu) – polska pianistka i kameralistka, pedagog, doktor habilitowany sztuk muzycznych, profesor nadzwyczajny Akademii Muzycznej im. Ignacego Jana Paderewskiego w Poznaniu.

## Życiorys

### Działalność pianistyczna
Pochodzi z Wielkopolski, gdzie się urodziła 4 listopada 1979 w Poznaniu. Dzięki inicjatywie swojej mamy rozpoczęła naukę gry na fortepianie w Państwowym Liceum Muzycznym im. Henryka Wieniawskiego w Poznaniu, które ukończyła w 1997. Po czym podjęła dalszą naukę w tym kierunku, w okresie (1997–2002) na Akademii Muzycznej im. Ignacego Jana Paderewskiego w Poznaniu, w klasie prof. Waldemara Andrzejewskiego, kończąc ją z wyróżnieniem. Już jako trzynastoletnia dziewczyna zdobyła w 1992, II nagrodę na VII Ogólnopolskim Konkursie Pianistycznym w Koninie, a cztery lata później (1996), będąc uczennicą liceum muzycznego zwyciężyła w II Międzynarodowym Konkursie Młodych Pianistów „Arthur Rubinstein in memoriam” w Bydgoszczy, a następnie już jako solistka zaczęła występować w recitalach czy też z orkiestrami symfonicznymi czy kameralnymi.
Zwyciężając w ogólnopolskich eliminacjach w 2000 do XIV Międzynarodowego Konkursu Pianistycznego im. Fryderyka Chopina w Warszawie, wystąpiła w nim jako jedna z pięcioosobowej ekipy narodowej w tym konkursie, ale nie udało jej się awansować do II etapu. Bardzo cennym wyróżnieniem była dla pianistki nagroda publiczności na czteroetapowym V Międzynarodowym Konkursie Pianistycznym w Kolonii, gdzie w finale zagrała I Koncert fortepianowy d-moll op. 15, Johannesa Brahmsa. Dwa lata później (2002) odniosła duży sukces zwyciężając w VII Europejskim Konkursie Chopinowskim w Darmstadt, w Niemczech, a ponadto zdobyła na nim wiele nagród dodatkowych.
Pianistka występowała pod batutą wielu wybitnych dyrygentów, takich jak m.in.: Massimiliano Caldi, Agnieszka Duczmal, Helmuth Froschauer, Ian Hobson, Bohdan Jarmołowicz, Władimir Kiradjiew, Agnieszka Kreiner, Aleksandar Marković, Andrzej Mysiński, Marcin Nałęcz-Niesiołowski, Grzegorz Nowak, Marek Pijarowski, Janusz M. Przybylski, Wojciech Rajski, Jerzy Salwarowski, Till Schwabenbauer, Gert Sell, Ruben Silva, Tadeusz Strugała, Ewa Strusińska, Piotr Wijatkowski czy Jan Miłosz Zarzycki. Będąc solistką koncertowała z wieloma zespołami muzycznymi i orkiestrami symfonicznymi, takimi jak m.in.: WRD Radio Orchestra of Cologne / das WRD Rundfunkorchester Köln, Jugendkammerorchester Berlin, Orkiestra Kameralna Polskiego Radia „Amadeus” w Poznaniu, Sinfonietta Polonia, Orkiestra Kameralna „Capella Bydgostiensis” w Bydgoszczy, Orkiestra Symfoniczna Akademii Muzycznej w Poznaniu, Orkiestra Symfoniczna Akademii Muzycznej w Warszawie, Orkiestra Kameralna „Concerto Avenna” w Warszawie, Kwartet „Prima vista” w Warszawie, Warszawska Orkiestra Symfoniczna „SONATA” im. Bogumiła Łepeckiego, Polska Orkiestra Sinfonia Iuventus w Warszawie oraz z większością orkiestr symfonicznych polskich filharmonii. Poza występami krajowymi, artystka występowała również za granicą m.in. w: Austrii, Bułgarii, Czechach, Francji, Holandii, Macedonii, Niemczech, Portugalii, Szwecji, Węgrzech, Stanach Zjednoczonych czy Chinach.
W grudniu 1996, w wyniku konkursu nagrań, zdobyła stypendium Japońskiej Fundacji Muzycznej J.E.S.C. dla najlepszego młodego pianisty polskiego. Była wielokrotną laureatką stypendium artystycznego Ministra Kultury i Dziedzictwa Narodowego oraz Towarzystwa im. Fryderyka Chopina w Warszawie, a także stypendystką Miasta Poznania i Marszałka województwa wielkopolskiego.
Pianistka prowadzi również działalność jako kameralistka, występując z wieloma wybitnymi artystami takimi jak m.in.: Bartosz Bryła, Michał Grabarczyk, Stanisław Firlej, Agata Szymczewska, Michał Bryła, Karol Marianowski czy Marcel Markowski. Wystąpiła na wielu różnych festiwalach pianistycznych oraz koncertowała w miejscach pamięci Fryderyka Chopina, jak np. w domu urodzenia kompozytora w Żelazowej Woli (czternastokrotnie), przy jego pomniku w Łazienkach w Warszawie (ośmiokrotnie), w Pałacu myśliwskim książąt Radziwiłłów w Antoninie, Zamku Ostrogskich w Warszawie czy Sali balowej Pałacu Bronikowskich w Żychlinie.
Uczestniczyła w prawykonaniu dzieł współczesnych kompozytorów polskich: III Sonaty – Mirosława Bukowskiego, wykonując ją na VI Festiwalu Muzyki Współczesnej im. Witolda Lutosławskiego w Szczecinie oraz Transformacji na fortepian z towarzyszeniem orkiestry Sonaty g-moll Fryderyka Chopina – Kazimierza Rozbickiego, wykonując ją z Orkiestrą Symfoniczną Filharmonii Koszalińskiej pod dyrekcją Rubena Silvy. W 2018 dokonała z CoOperate Orchestra prawykonania IV Koncertu fortepianowego „Oxygenophilic Sounds” – Krzesimira Dębskiego, pod batutą kompozytora oraz na 47. Międzynarodowym Festiwalu Muzyki Współczesnej Poznańska Wiosna Muzyczna wraz z Orkiestrą Sinfonietta Pomerania pod batutą Tadeusza Dixy prawykonania Koncertu fortepianowego – Zbigniewa Kozuba.
29 lutego 2020 artystka została zaproszona do Niemiec na specjalny koncert zwycięzców Międzynarodowego Konkursu Chopinowskiego w Darmstadt z okazji 50. rocznicy utworzenia Niemieckiego Towarzystwa Chopinowskiego w Darmstadt, gdzie wystąpiła w recitalu obok takich pianistów jak: Claire Huangci, Ivett Gyöngyösi oraz Janne Mertanen.

### Działalność pedagogiczna
Równolegle z działalnością koncertową pianistka podjęła również w 2003 działalność pedagogiczną na macierzystej uczelni Akademii Muzycznej im. Ignacego Jana Paderewskiego w Poznaniu, początkowo jako asystentka. Po trzech latach asystentury podjęła samodzielną działalność pedagogiczną, a następnie została w 2007 adiunktem. Uczestniczyła bądź współuczestniczyła w przygotowaniu do konkursów pianistycznych, pianistów takich jak: Jacek Kortus czy Łukasz Byrdy. Ponadto prowadzi działalność pianistki-kameralistki w klasie skrzypiec, jak również samodzielne zajęcia z: fortepianu głównego, muzyki dwufortepianowej, fortepianu ogólnego (studenci rytmiki, kompozycji, dyrygentury). Jest również pedagogiem w szkolnictwie muzycznym I stopnia. Jej wychowanka Joanna Goranko została Młodym Muzykiem Roku 2018.
W 2006 uzyskała stopień doktora na macierzystej uczelni, a w 2014 habilitację na podstawie wydanej płyty CD „Chopin & Paderewski” . Jest profesorem nadzwyczajnym w Katedrze Fortepianu, Organów i Akordeonu macierzystej uczelni.
Prowadziła w 2009 dwutygodniowe kursy mistrzowskie w Konserwatorium w Pekinie oraz warsztaty w wielu polskich szkołach muzycznych. Jest zapraszana w charakterze jurora do prac – głównie – w krajowych konkursach pianistycznych. Ponadto prowadzi także działalność organizacyjną na rzecz wyższego szkolnictwa artystycznego jako ekspert Polskiej Komisji Akredytacyjnej.

## Nagrody i wyróżnienia na konkursach muzycznych oraz festiwale
| Nagrody i wyróżnienia na konkursach pianistycznych | |                     |          |
| Rok                                                | Nagroda | Miejscowość         | Kraj     |
| 1992                                               | II nagroda na VII Ogólnopolskim Konkursie Pianistycznym | Konin               | Polska   |
| 1993                                               | I nagroda na Międzynarodowym Konkursie Pianistycznym „Chopin dla najmłodszych" | Antonin             | Polska   |
| 1993                                               | III nagroda na I Ogólnopolskim Konkursie Pianistycznym | Gdańsk              | Polska   |
| 1994                                               | I nagroda oraz nagroda specjalna dla najlepszego pianisty na Ogólnopolskim Konkursie Zespołów Kameralnych | Bydgoszcz           | Polska   |
| 1994                                               | Nagroda specjalna na IV Międzynarodowym Konkursie Młodych Pianistów | Ettlingen           | Niemcy   |
| 1994                                               | I wyróżnienie na XXVII Międzynarodowym Konkursie VIRTUOSI PER MUSICA DI PIANOFORTE | Uście nad Łabą      | Czechy   |
| 1995                                               | I nagroda i Grand Prix „Rydwan Apollina” na XXV Ogólnopolskim Konkursie Zespołów Kameralnych | Wrocław             | Polska   |
| 1995                                               | Nagroda (stypendium I stopnia) na XXVIII Ogólnopolskim Konkursie Pianistycznym im. Fryderyka Chopina | Warszawa            | Polska   |
| 1996                                               | I nagroda na II Międzynarodowym Konkursie Młodych Pianistów „Arthur Rubinstein in memoriam” | Bydgoszcz           | Polska   |
| 1996                                               | Nagroda główna na XXX Festiwalu Pianistyki Polskiej | Słupsk              | Polska   |
| 1997                                               | Nagroda główna na „Konkursie Renault Młodych Talentów" | Warszawa            | Polska   |
| 1999                                               | II nagroda na Ogólnopolskim Konkursie Pianistycznym „YAMAHA" | Gdańsk              | Polska   |
| 2000                                               | Nagroda (stypendium) na ogólnopolskim konkursie kandydatów do XIV Międzynarodowego Konkursu Pianistycznego im. Fryderyka Chopina                                                                                                | Warszawa            | Polska   |
| 2001                                               | II nagroda, nagroda specjalna za najlepsze wykonanie utworów Karola Szymanowskiego oraz nagroda specjalna Holenderskiego Towarzystwa Muzycznego „Chopin – Szymanowski” na V Międzynarodowym Konkursie im. Karola Szymanowskiego | Łódź                | Polska   |
| 2001                                               | III nagroda oraz nagroda publiczności na V Międzynarodowym Konkursie Pianistycznym – Stiftung Tomassoni | Kolonia             | Niemcy   |
| 2002                                               | I nagroda oraz nagrody pozaregulaminowe na VII Europejskim Konkursie Chopinowskim | Darmstadt           | Niemcy   |
| Festiwale muzyczne                                 | |                     |          |
| Rok                                                | Festiwal | Miejscowość         | Kraj     |
| 1996                                               | Festiwal Muzyczny „VI Dni Ignacego Jana Paderewskiego" | Warszawa            | Polska   |
| 1996                                               | Festiwal „XI Muzyczne Spotkania u Paderewskiego" | Kąśna Dolna         | Polska   |
| 1996, 2000, 2004, 2007, 2011, 2013, 2016           | Festiwal Pianistyki Polskiej | Słupsk              | Polska   |
| 1996, 2012, 2016                                   | Międzynarodowy Festiwal „Chopin w barwach jesieni” | Antonin             | Polska   |
| 1996                                               | Festiwal „Muzyka, Zabytki, Plastyka" | Lublin              | Polska   |
| 1996                                               | VI Ogólnopolski Festiwal Młodych Laureatów Konkursów Muzycznych |                     | Polska   |
| 1997                                               | Festiwal „XVIII Krakowska Wiosna Muzyki" | Kraków              | Polska   |
| 1997, 2000                                         | Międzynarodowy Festiwal Chopinowski | Duszniki-Zdrój      | Polska   |
| 1998                                               | XIII Międzynarodowy Festiwal Chopinowski | Gaming              | Austria  |
| 1998                                               | Festiwal Muzyczny „Prezentacje Młodych Laureatów Konkursów" | Opole               | Polska   |
| 1998                                               | IV Festiwal Laureatów Konkursów Muzycznych | Bydgoszcz           | Polska   |
| 1999                                               | V Międzynarodowy Festiwal Muzyki Współczesnej | Szczecin            | Polska   |
| 2000                                               | II Leszczyński Festiwal Muzyczny im. Romana Maciejewskiego | Pawłowice           | Polska   |
| 2002                                               | Festiwal „Internationale Pianisten” | Igls                | Austria  |
| 2002                                               | 33. Międzynarodowy Festiwal Muzyczny | Sofia               | Bułgaria |
| 2002                                               | 38. Międzynarodowy Festiwal Muzyki Kameralnej | Płowdiw             | Bułgaria |
| 2002                                               | Festiwal „Wybitni Laureaci Konkursów Pianistycznych" | Hanower             | Niemcy   |
| 2004                                               | Festiwal Kultury Polskiej | Saint-Raphaël       | Francja  |
| 2004                                               | Festiwal „Kulturtage der Europäischen Zentralbank – Polen 2004 | Frankfurt nad Menem | Niemcy   |
| 2005, 2007                                         | Festiwal „Musik auf Falkenhorst" | Thüringen           | Austria  |
| 2008                                               | I Międzynarodowy Festiwal Muzyczny im. Artura Rubinsteina | Łódź                | Polska   |
| 2009                                               | II Festiwal Muzyczny Barbakan | Kraków              | Polska   |
| 2009                                               | Festiwal Chopinowski „Chopiniada" | Puszczykowo         | Polska   |
| 2010                                               | XVII Festiwal „Gwiazdy promują" | Jelenia Góra        | Polska   |
| 2010                                               | Festiwal „Piano Passion" | Saint-Étienne       | Francja  |
| 2010                                               | III Międzynarodowy Festiwal Muzyki Kameralnej | Oleśnica            | Polska   |
| 2010                                               | IV Festiwal Muzyki Polskiej | Krosno Odrzańskie   | Polska   |
| 2010                                               | XIII Festiwal Muzyczny „Silesia Sonans” | Jelenia Góra        | Polska   |
| 2010                                               | III Międzynarodowy Festiwal Muzyczny- VIVA MUSICA | Iława               | Polska   |
| 2012                                               | Festiwal „Wiosna z Fryderykiem” | Gliwice             | Polska   |
| 2013, 2018                                         | Festiwal Poznańska Wiosna Muzyczna | Poznań              | Polska   |
| 2016                                               | XXI Festiwal „Letnie Spotkania Kameralne" | Drezdenko, Krzyż    | Polska   |

## Repertuar
W repertuarze koncertowym artystka występuje zarówno solo, jak i z udziałem orkiestry, wykonując utwory takich kompozytorów jak m.in.: Joseph Haydn, Wolfgang Amadeus Mozart, Fryderyk Chopin, Ferenc Liszt, Johannes Brahms, Edvard Grieg, Siergiej Rachmaninow czy Maurice Ravel. Dokonała nagrań dla wytwórni fonograficznych (utwory Mozarta, Haydna, Roberta Schumanna, Chopina, Claude’a Debussy’ego czy Karola Szymanowskiego), Radia Merkury czy Telewizji Polskiej (m.in. recital chopinowski zarejestrowany w 187. rocznicę urodzin kompozytora).
| Wykaz utworów granych z orkiestrą | |
| - Ludwig van Beethoven: - IV koncert fortepianowy G-dur op. 58. - Johannes Brahms: - I koncert fortepianowy d-moll op. 15; - II koncert fortepianowy B-dur op. 83. - Fryderyk Chopin: - Wariacje B-dur op. 2 na temat „Là ci darem la mano”; - I koncert fortepianowy e-moll op. 11; - Fantazja na tematy polskie A-dur op. 13; - II koncert fortepianowy f-moll op. 21; - Andante spianato i Wielki Polonez Es-dur op. 22; - Sonata wiolonczelowa g-moll op. 65. - Edvard Grieg: - Koncert fortepianowy a-moll op. 16. | - Ferenc Liszt: - I koncert fortepianowy Es-dur nr 1, S. 124. - Wolfgang Amadeus Mozart: - XX koncert fortepianowy d-moll (KV 466); - XXIII koncert fortepianowy A-dur (KV 488). - Ignacy Jan Paderewski: - Koncert fortepianowy a-moll op. 17. - Siergiej Rachmaninow: - II koncert fortepianowy c-moll op. 18. - Maurice Ravel: - II koncert fortepianowy G-dur. |

## Publikacje (albumy)
| Albumy |                                                                                                 |                                                              |
| Rok    | Tytuł                                                                                           | Wydawca                                                      |
| 2000   | XIV Międzynarodowy Konkurs Pianistyczny im. Fryderyka Chopina: kronika konkursu. Vol. 3, Etiudy | Dux                                                          |
| 2000   | XIV Konkurs Chopinowski: I etap 5.10.2000. CD 3                                                 | Polskie Radio                                                |
| 2008   | Piano. Tchaikovsky – Pletnev                                                                    | Warner Music Poland                                          |
| 2014   | Chopin & Paderewski                                                                             | Akademia Muzyczna im. Ignacego Jana Paderewskiego w Poznaniu |

## Odznaczenia i nagrody
| Odznaczenia |                                                                                        |
| Rok         | Odznaczenie / Nagroda                                                                  |
| 1997        | Medal Młodej Sztuki przyznany za szczególne osiągnięcia artystyczne                    |
| 2004        | Medal Młodego Pozytywisty im. Hipolita Cegielskiego za osiągnięcia w pracy organicznej |
| 2012        | Odznaka honorowa „Zasłużony dla Kultury Polskiej”                                      |
| 2013        | Brązowy Medal za Długoletnią Służbę                                                    |
| 2013        | Nagroda Artystyczna Marszałka województwa wielkopolskiego                              |
| 2015        | Nagroda Rektora Akademii Muzycznej w Poznaniu                                          |